# Kubansk pigghaj
Kubansk pigghaj (Squalus cubensis) är en hajart som beskrevs av Luis Howell-Rivero 1936. Kubansk pigghaj ingår i släktet Squalus och familjen pigghajar. Inga underarter finns listade i Catalogue of Life.
Individerna blir könsmogna vid en längd av cirka 50 cm och de flesta exemplar blir 75 cm lång. Enstaka individer når en längd av 110 cm.
Arten har två från varandra skilda populationer. Den första populationen lever i nordvästra Atlanten från havsvikar nära Washington D.C. till östra Mexiko samt över Kuba och Hispaniola till Puerto Rico och mindre öar i samma region. Den andra populationen hittas i sydvästra Atlanten öster om södra Brasilien, Uruguay och norra Argentina. Kubansk pigghaj bildar mindre stim vid havets botten mellan 60 och 380 meter under havsytan.
Individerna jagar antagligen mindre fiskar och ryggradslösa djur. Ungarna utvecklas med hjälp av en gulesäck i honans fortplantningstrakt. En kull har cirka 10 ungar.
Användning av kubansk pigghaj som matfisk är begränsad, men ett visst fiske sker i norra Mexikanska golfen. I andra områden kan arten förekomma som bifångst. Det saknas data för beståndets storlek. IUCN kategoriserar arten globalt som otillräckligt studerad.